# 山田ふしぎ
山田 ふしぎ（やまだ ふしぎ、1959年11月11日 - ）は、日本の女性声優、サイエンスライター。東京都出身。81プロデュース所属。本名・旧芸名は山田 恭子（やまだ きょうこ）。

## 略歴
東京理科大学卒業。
以前は円谷プロダクション、青二プロダクションに所属していたが、2005年8月1日より81プロデュースの所属となる。

## 人物
サイエンスライターとしても活動しており、いくつかの著書を発表している。
特技はイラスト、科学、ヒップホップ。

## 出演
太字はメインキャラクター。

### テレビアニメ
1986年
- ドラえもん（テレビ朝日版第1期）
- ウルトラマンキッズのことわざ物語（マー）
- 銀牙 -流れ星 銀-（大輔の母）
- ドリモグだァ!!

1987年
- 新メイプルタウン物語 パームタウン編（バイキン兵A）
- 愛の若草物語（ポリー）
- エスパー魔美（1987年 - 1988年、信吾、子供、健一）
- ついでにとんちんかん（九官鳥）

1988年
- トランスフォーマー 超神マスターフォース（1988年 - 1989年、インコ、ブローニング）
- ビックリマン（ふくろう太助、突助、ミミシェーン）
- それいけ!アンパンマン
- ビリ犬なんでも商会（白山健太）

1989年
- 悪魔くん（チビコウモリ）
- 新ビックリマン（てるてる雲助）
- かりあげクン（もみあげクン、男の子）
- 美味しんぼ（1989年 - 1990年、子供B、子供C、子供A、男の子）

1990年
- まじかる★タルるートくん（乳馬車、文鳥）
- チンプイ（1990年 - 1991年、あつし、子供、マール星人、赤ん坊、子供、エリE、バブバブ）
- もーれつア太郎（菊千代、金次郎）
- YAWARA! a fashionable judo girl!（1990年 - 1992年、女子大生C、女子大生B、黒川、羽衣勝男、西海大部員、JAN職員 他）
- キテレツ大百科（1990年 - 1996年、孝太郎、召し取り人〈2代目〉、次郎、アロー号の弟、めぐみ、豆コロ〈2代目〉）

1991年
- 魔法使いサリー（1989年版）（パピ）
- おぼっちゃまくん（アントニオ）
- ちびまる子ちゃん（1991年 - 1995年、一年生達、西村たかし） - 2シリーズ
- ウルトラマンキッズ 母をたずねて3000万光年（1991年 - 1992年、マー）
- ドラゴンクエスト ダイの大冒険（1991年 - 1992年、ミーナ）
- 21エモン（子ガウシー）

1992年
- おやゆび姫物語（ノーブル）
- 2020年ワンダー・キディ（コボット）

1993年
- 若草物語 ナンとジョー先生（デミ）
- GS美神（チャッピー）
- 美少女戦士セーラームーンR（キリンちゃん）

1994年
- 七つの海のティコ（ロロ、ベン）
- 機動武闘伝Gガンダム（1994年 - 1995年、ホイ）

1995年
- 空想科学世界ガリバーボーイ（ビンス）
- 魔法騎士レイアース（子供A）

1996年
- ドラゴンボールGT（コンピューターの声）
- ガンバリスト!駿（男の子）

2000年
- マシュランボー（レイ）

2001年
- スクライド（寺田明）

2002年
- ポケットモンスター アドバンスジェネレーション（2002年 - 2006年、マサト）

2006年
- サルゲッチュ 〜オンエアー〜（2006年 - 2007年、ピポサル、ピポトロンイエロー） - 2シリーズ
- ひらけ!Goma（プッチ、セボン）

2007年
- シルバニアファミリー（クマくん）

2012年
- ドラえもん（テレビ朝日版第2期）（2012年 - 2019年、ジャイ子〈代役〉、モング、子ネコ、レプリコッコ）

2015年
- クレヨンしんちゃん（2015年 - 2024年、ケンダマゴン、雪、カラスA）

2017年
- 名探偵コナン（九官鳥）

2021年
- パズドラ（2021年 - 2025年、エテ吉、ナナホシのおばあちゃん）

### 劇場アニメ
- ウルトラマンキッズ M7.8星のゆかいな仲間（1984年、マー）
- ウルトラマンUSA（1989年、アンディ）
- ドラえもん のび太のドラビアンナイト（1991年、魔女）
- ドラえもん のび太の創世日記（1995年、スネ子）
- 劇場版 サルゲッチュ 黄金のピポヘル・ウッキーバトル（2002年、黄金のピポヘル）
- 劇場版ポケットモンスター アドバンスジェネレーション（2003年、マサト） - 4作品[一覧 3]
- スクライド オルタレイション TAO（2011年、寺田明）

### OVA
- ウルトラマンキッズの消防隊（1986年、マー）
- 気分は形而上 実在OL講座（1994年、ケイ子）

### Webアニメ
- 戦慄のミラージュポケモン（2006年、マサト）

### ゲーム
1990年代
- YAWARA!（1992年）
- 天外魔境 第四の黙示録（1997年）
- 闘神伝 昴（1999年、プエラ・マリオネット）

2000年代
- 太鼓の達人シリーズ（2001年 - 2005年、和田どん〈初代〉、和田かつ〈初代〉、バチお先生〈初代〉） - 10作品

2020年代
- グランブルーファンタジー（2024年、あひるのペックル）

### パチスロ
- 祭の達人 ウィンちゃんの夏祭り（和田どん）

### 吹き替え
- 新・刑事コロンボ 汚れた超能力（金髪の子供）

### 特撮
- 電磁戦隊メガレンジャーVSカーレンジャー（1998年、ピコットの声）
- ウルトラマンガイア（1998年、寄生生命ディーンツの声、寄生生命マザーディーンツの声）

### CD
- コロ助まちをゆく（1987年、フジテレビ系特番「藤子不二雄のキテレツ大百科」ED）[注 3]
- テイルズ オブ デスティニー（ミライナ・シルレル）

### 映画
- アニメちゃん（1984年、宇良々アニメ）

### その他コンテンツ
- おかあさんといっしょ モノランモノラン（ライゴー）
- サンリオキャラクター（アヒルのペックル）
- ベネッセ 進研ゼミ（かにまる）

## 著書
- ビックリ実験あそべる科学〈1〉ホントにとばせる! 手作りアイディアロケット（ポプラ社、2000年）
- 中学生 理科の自由研究―実験・観察・工作のテーマがいっぱい!（成美堂出版、2001年）
- ビックリ実験あそべる科学〈2〉ホントにうつる!手作りカメラ（ポプラ社、2002年）
- 宇宙からみた地球環境―まんが+衛星画像（大月書店、2004年）
- 岩波ジュニア新書 宇宙に行くニャ!（岩波書店、2006年）